# Lógica combinatória (sistemas digitais)
Na teoria de circuitos digitais, lógica combinatória é um tipo de lógica digital que é implementada via circuitos booleanos, em que a saída é uma função pura exclusivamente da entrada atual. Essa última característica a diferencia da lógica sequencial, em que a saída depende não só da entrada atual, mas também do histórico dessa entrada. Em outras palavras, lógica sequencial tem memória, enquanto que a lógica combinacional não.
A lógica combinatória é usada em circuitos de computador para fazer álgebra booleana em sinais de entrada e em dados armazenados. Na prática, circuitos de computador normalmente contêm uma mistura de lógicas combinatória e sequencial, por exemplo: a parte de uma unidade lógica e aritmética (ULA) que faz cálculos matemáticos é construída com o uso de lógica combinatória.

## Representação
A lógica combinatória é usada para construir circuitos em que certas saídas são desejadas, tomando certas entradas. A construção de lógica combinatória é geralmente feita pelo uso de dois métodos: ou uma soma de produtos, ou um produto de somas. Uma soma de produtos pode ser facilmente visualizada através de uma tabela verdade:
| {\displaystyle A} | {\displaystyle B} | {\displaystyle C} | Resultado | Equivalente lógico                             |
| ----------------- | ----------------- | ----------------- | --------- | ---------------------------------------------- |
| F                 | F                 | F                 | F         | {\displaystyle \neg A\cdot \neg B\cdot \neg C} |
| F                 | F                 | V                 | F         | {\displaystyle \neg A\cdot \neg B\cdot C}      |
| F                 | V                 | F                 | F         | {\displaystyle \neg A\cdot B\cdot \neg C}      |
| F                 | V                 | V                 | F         | {\displaystyle \neg A\cdot B\cdot C}           |
| V                 | F                 | F                 | V         | {\displaystyle A\cdot \neg B\cdot \neg C}      |
| V                 | F                 | V                 | F         | {\displaystyle A\cdot \neg B\cdot C}           |
| V                 | V                 | F                 | F         | {\displaystyle A\cdot B\cdot \neg C}           |
| V                 | V                 | V                 | V         | {\displaystyle A\cdot B\cdot C}                |

Usando a soma de produtos, tomamos a soma de todas as proposições lógicas que produzam resultados verdadeiros. Assim nosso resultado seria:
{\displaystyle A\cdot \neg B\cdot \neg C+A\cdot B\cdot C\,}
Que poderia então ser simplificado com o uso de álgebra booleana:
{\displaystyle A\cdot (\neg B\cdot \neg C+B\cdot C)\,}

## Minimização de fórmulas lógicas
A minimização (simplificação) de lógica combinatória é produzida com base nas seguintes regras:
{\displaystyle (A+B)\cdot (A+C)=A+(B\cdot C),\quad (A\cdot B)+(A\cdot C)=A\cdot (B+C);}
{\displaystyle A+(A\cdot B)=A,\quad A\cdot (A+B)=A;}
{\displaystyle A+(\lnot A\cdot B)=A+B,\quad A\cdot (\lnot A+B)=A\cdot B;}
{\displaystyle (A+B)\cdot (\lnot A+B)=B,\quad (A\cdot B)+(\lnot A\cdot B)=B.}
Graças à minimização, a função lógica é simplificada, e o circuito torna-se mais compacto e conveniente para a realização.